# Bafur
Die Bafour oder Bafur waren die Ureinwohner von Mauretanien und gelten als Vorfahren der Landwirte der Soninke und der Fischer von Imraguen. Sie waren primär sesshafte Landwirte. Zu der Zeit, als sie den Norden Mauretaniens bewohnten, war die Sahara noch fruchtbar. Später wanderten sie südwärts in fruchtbarere Gegenden aus.